# 车前叶蓝蓟
车前叶蓝蓟（学名：Echium plantagineum）是蓝蓟属的一个物种，原产于欧洲西部和南部（从英国南部往南至到伊比利亚，往东至克里米亚）、非洲北部、和亚洲西南部（往东至格鲁吉亚）。该物种也被引入到澳大利亚和南非，是当地入侵植物。由于其嫩枝上的双稠吡咯啶类生物碱含量高，对于放牧的家畜有毒，尤其是马等只有简单消化系统的动物。毒素在肝脏沉积导致死亡。
这是一种一年生植物，可长至20-60厘米高，叶子至14厘米长，粗糙有毛。花为紫色，长15-20毫米，长在穗状分枝上，所有的雄蕊凸出。